# Balla Gabir Kortokaila
Balla Gabir Kortokaila (ur. 12 września 1985) – piłkarz sudański grający na pozycji obrońcy. Od 2008 roku jest zawodnikiem klubu Al-Merreikh.

## Kariera klubowa
Do 2007 roku Kortokaila grał w klubie Hay Al-Arab z miasta Port Sudan. Na początku 2008 roku został zawodnikiem Al-Merreikh z Omdurmanu. W latach 2008 i 2011 wywalczył z Al-Merreikh dwa tytuły mistrza Sudanu. Z klubem tym wygrał również Puchar Sudanu w latach 2008 i 2010.

## Kariera reprezentacyjna
W reprezentacji Sudanu Kortokaila zadebiutował w 2008 roku. W 2012 roku został powołany do kadry na Puchar Narodów Afryki 2012.